# Порозовське сільське поселення
Поро́зовське сільське поселення (рос. Порозовское сельское поселение) — муніципальне утворення у складі Шарканського району Удмуртії, Росія. Адміністративний центр — присілок Порозово.

## Населення
Населення — 1072 особи (2015; 1076 в 2012, 1078 в 2010).

## Склад
До складу поселення входять такі населені пункти:
| Населений пункт     | Населення, осіб (2010) | Населення, осіб (2012) |
| ------------------- | ---------------------- | ---------------------- |
| Івановка, присілок  | 82                     | 82                     |
| Козино, присілок    | 187                    | 184                    |
| Липовка, присілок   | 33                     | 34                     |
| Лугова, присілок    | 22                     | 23                     |
| Мочище, починок     | 12                     | 14                     |
| Пасіка, починок     | 10                     | 9                      |
| Порозово, присілок  | 586                    | 583                    |
| Сільво, присілок    | 94                     | 95                     |
| Собіно, присілок    | 42                     | 42                     |
| Собінський, починок | 10                     | 10                     |